# 宇宙营乡
宇宙营乡，是中华人民共和国河北省张家口张北县下辖的一个乡镇，实际属察北管理区管辖。

## 行政区划
宇宙营乡下辖以下地区：
洋喜洼村、阎脑包村、宇宙营村、地局子村、双爱堂村、郭家围村、朱家营村、新一家村和后营子村。